# Cyprogenia irrorata
Cyprogenia irrorata är en musselart som beskrevs av Lea. Cyprogenia irrorata ingår i släktet Cyprogenia och familjen målarmusslor.

## Underarter
Arten delas in i följande underarter:
- C. i. irrorata
- C. i. pusilla